# Ван Рой, Сэнд
Сэнд Ван Рой (фр. Sand Van Roy) — бельгийско-нидерландская актриса, модель и сценарист.

## Биография
Родилась 16 октября 1987 года. Работала как модель, снималась для глянца. С 2014 года начала играть в голландских, немецких и французских телесериалах и короткометражных фильмах. Писала сценарии к фильмам и занималась озвучиванием. В частности, как сценарист работала в картине L’euro 2016 ça déchire! и телесериале What’s Up France?. Снималась в таких фильмах как «Валериан и город тысячи планет» и «Такси 5», а также в эпизоде телесериала «Гений».

## Личная жизнь
Состояла в отношениях с известным французским режиссёром Люком Бессоном. Однако затем обвинила его в изнасиловании, написав заявление в полицию. Сэнд Ван Рой утверждала, что Бессон надругался над ней, пока она спала. При этом она не отрицает, что ранее имела интимную связь с режиссёром. По её словам, 10 мая 2018 года он вступил с ней в половую связь против её воли. Сэнд Ван Рой поведала, что инцидент произошёл в отеле «Бристоль» в Париже.

## Фильмография
| Год       |     | Русское название               | Оригинальное название                  | Роль            |
| --------- | --- | ------------------------------ | -------------------------------------- | --------------- |
| 2014      | кор | —                              | Betty Blue                             | н/д             |
| 2015      | кор | —                              | Ze Question                            | н/д             |
| 2016      | с   | —                              | Virgin                                 | Кира            |
| 2016      | кор | —                              | L’euro 2016 ça déchire!                | н/д             |
| 2016—2017 | с   | —                              | What’s Up Frace?                       | н/д             |
| 2017      | ф   | Валериан и город тысячи планет | Valérian et la Cité des mille planètes | Джессика Рэббит |
| 2017      | кор | —                              | Life Saver                             | н/д             |
| 2018      | ф   | Такси 5                        | Taxi 5                                 | Сэнди           |
| 2018      | с   | Гений                          | Genius                                 | Флорелль        |
| 2019      | ф   | —                              | Indulgence                             | Аманда          |